# Blues à la Mode
| Recensione | Giudizio |
| ---------- | -------- |
| AllMusic   |          |

Blues à la Mode è il primo album solista del sassofonista jazz statunitense Budd Johnson (a nome The Budd Johnson Septet and Quintet Featuring Charlie Shavers, pubblicato dall'etichetta discografica Felsted Records nel marzo del 1959.

## Tracce

### LP
Lato A
Musiche di Budd Johnson, eccetto dove indicato.
1. Foggy Nights – 5:47 – Registrato l'11 febbraio 1958 a New York
2. Leave Room in Your Heart for Me – 7:11 (musica: Budd Johnson, John Dobson) – Registrato il 14 febbraio 1958 a New York
3. Destination Blues – 5:07 – Registrato l'11 febbraio 1958 a New York

Lato B
Musiche di Budd Johnson.
1. Blues à la Mode – 7:27 – Registrato il 14 febbraio 1958 a New York
2. Used Blues – 7:03 – Registrato l'11 febbraio 1958 a New York
3. Blues by Five – 5:53 – Registrato il 14 febbraio 1958 a New York

## Musicisti
Foggy Nights / Destination Blues / Used Blues
(The Budd Johnson Septet)
- Budd Johnson – sassofono tenore
- Charlie Shavers – tromba
- Vic Dickenson – trombone
- Al Sears – sassofono baritono
- Bert Keyes – piano, organo
- Joe Benjamin – contrabbasso
- Jo Jones – batteria

Leave Room in Your Heart for Me / Blues à la Mode / Blues by Five
(The Budd Johnson Quintet)
- Budd Johnson – sassofono tenore
- Charlie Shavers – tromba
- Ray Bryant – piano
- Joe Benjamin – contrabbasso
- Jo Jones – batteria

Note aggiuntive
- Stanley Dance – produttore, supervisore alle registrazioni, note retrocopertina album originale
- Mike Youngman – foto copertina album originale [2]